# 鳳凰山 (曲阜)
凤凰山，位于中国山东省曲阜市北部，靠近宁阳县边界，主峰海拔548.1米。凤凰山因传说中凤凰曾栖息于此而得名，并且在自然和文化景观中占有重要地位。景区被列为国家AAA级旅游景区、国家森林公园和山东省地质公园，面积约为14.1平方公里。

## 地理与自然景观
凤凰山坐落于泰山以南约46公里处，距曲阜北部22.5公里。山体以花岗片麻岩为主，形成了许多奇特的石景，包括卧牛石、晾字台和飞来石等。这些石景常被赋予独特的传说和故事，如“金鹿携子”与“蛤蟆石”。凤凰山以果树林为主，万亩枣林和千顷梨园环绕山腰，使得景区四季变化各具特色，吸引了大量游客。

## 历史与文化
凤凰山拥有丰富的历史和文化底蕴，清咸丰元年《宁阳县志》记载，凤凰山山顶的宁家寨曾是人们避兵之地。此外，山中还遗留着大汶口文化的遗迹，如古代的石圈和祭坛，显示出其深厚的历史渊源。景区内的观音庵、刘桢书画院和节孝廊等历史遗迹进一步丰富了其文化价值。

## 旅游与活动
凤凰山景区每年定期举办的梨花节（3月）和大枣文化节（9月）已成为当地重要的节庆活动，吸引了数十万游客。近年来，景区进行了升级改造，修建了登山步道和停车场等设施，进一步提升了游客的体验。